# ФК Аптон парк
ФК Аптон парк (енгл. Upton Park F.C.) је био аматерски енглески фудбалски клуб из Лондона. Клуб је био један од 15 клубова који су играли прво издање ФА купа. Аптон парк је такође представљао Уједињено Краљевство на олимпијском фудбалском турниру 1900., где је освојена златна медаља.

## Историја
Основан 1866, клуб је био један од 15 клубова који су играли прво издање ФА купа 1871/82., а такође је одиграо прву утакмицу ФА купа 11. новембра 1871. против Клапхем роверса (0:3). Никада нису освојили ФА куп, али су у четири наврата стизали до четвртфинала. Они су такође били освајачи прва два издања Лондонског сениор купа (куп ФС Лондона) у сезонама 1882/83. и 1883/84. Иако одлучно аматерски клуб, они су ненамерно изазвали легализацију професионализма у игри након што су се пожалили на Престон Норт Ендове исплате играчима, када су се два тима срела у ФА купу 1884; Престон је дисквалификован, али овај инцидент је натерао Фудбалски савез Енглеске да се супротстави проблему, а под претњом бојкота од стране неких клубова, ипак је дозволио исплате играчима од следеће године.
Клуб је 1887. распуштен, али је већ након четири године поново активиран 1891. 1892. клуб је био један од оснивача Јужне алијансе, раног лигашког такмичења међу тимовима из јужне Енглеске, али је сезону завршио на последњем месту са само једном победом, пре него што је такмичење угашено 1893.
Аптон парк је представљао Уједињено Краљевство на фудбалском турниру Летњих олимпијских игара 1900., који су освојили, победивши у јединој одиграној утакмици УСФСА XI (који је представљао Француску) са 4:0. Иако златна медаља није додељена тада (пошто је тада фудбал био демонстрациони спорт на ЛОИ), МОК је ретроактивно доделио медаљу. Тим који је играо тада је био овакав (у формацији 2-3-5):
Џон Х. Џоунс; Клод Бекенхем, Вилијам Гослинг; Алфред Чок, Т. Е. Бариџ, Вилијам Кваш; Артур Тарнер, Ф. Г. Спекмен, Џ. Николас, Џејмс Зили, А. Хеслем (капитен)
Стрелци су били Николас (два гола), Тарнер и Зили.
Упркос очигледној сличности са именом стадиона Аптон парк (званично Болејн граунд), на коме игра Вест Хем јунајтед, клуб нема никакве везе са тереном и никада није играо тамо; ипак је заиста било формалне везе између Аптон парка и Вест хем јунајтеда (тада познат као Темз Ајронворкс) пошто су неки играчи играли за оба клуба. Поред тога, утакмице Аптон парка у Вест хем парку су привлачиле велики број гледалаца, што је можда имало утицај на одлуку Темз Ајронворкса да се пресели у тај део града из Кенинг тауна, где фудбал није био тако популаран.
Клуб је угашен 1911. године.

## Успеси
- Лондонски сениор куп
  - Освајач (2): 1882/83., 1883/84.
  - Финалиста (1): 1884/85.
- Олимпијски фудбалски турнир
  - Победник (1): 1900.